# Vlastimil Železník
Vlastimil Železník (* 16. prosince 1930 Dobruška) je český trumpetista, pedagog a skladatel.

## Studium, koncertní a pedagogická činnost
Od roku 1936 docházel do hudební školy Jaroslava Šenkýře v Dobrušce, obor klavír a housle. V roce 1947 sestavil první taneční orchestr a v roce 1962 spoluzaložil Divadlo hudby. Kvůli zrakovému postižení nastoupil na slepeckou Konzervatoř Jana Deyla v Praze (trubka, housle, klavír), studium absolvoval sólovým vystoupením na Žofíně spolu se Symfonickým orchestrem AUS Víta Nejedlého, který řídil Jiří Bělohlávek.
Vystoupil na stovkách koncertů včetně turné v zahraničí. V roce 1985 založil Dobrušské žesťové sdružení a stal se jeho uměleckým vedoucím. V osobním archivu nashromáždil spoustu materiálů, mimo jiné o skladateli Augustinu Šenkýřovi. Jako pedagog působil na Lidové škole umění v Dobrušce, kde vychoval přes 130 žáků z toho 100 hráčů na trubku a lesní roh.
Jako skladatel vytvořil etudy a melodická cvičení pro trubku a lesní roh, které vydal tiskem Svaz hudebníků v Praze. Ve slepeckém písmu byly vydány i fanfáry pro čtyři trubky.

## Ocenění
- V roce 2009 byla Vlastimilu Železníkovi udělena zlatá medaile Za zásluhy o rozvoj města Dobrušky, kterou předal starosta města Petr Tojnar.
- V roce 2014 mu byla udělena Cena Mezinárodního hudebního festivalu F. L. Věka za přínos regionu v oblasti kultury, kterou předal Pavel Bělobrádek, místopředseda vlády ČR.